# امامزاده عبدالمهیمن
امامزاده عبدالمهیمن مربوط به دوره قاجار است و در بوشهر، محله امامزاده واقع شده و این اثر در تاریخ ۱۷ آذر ۱۳۷۷ با شمارهٔ ثبت ۲۱۷۴ به‌عنوان یکی از آثار ملی ایران به ثبت رسیده است.